# Welburn (Amotherby)
Welburn – wieś w Anglii, w hrabstwie North Yorkshire, w dystrykcie (unitary authority) North Yorkshire, w okręgu Amotherby. Leży 20 km na północny wschód od miasta York i 293 km na północ od Londynu. Miejscowość liczy 510 mieszkańców.